# Mücka
Mücka (en sorabo Mikow) es un municipio situado en el distrito de Görlitz, en el estado federado de Sajonia (Alemania), a una altitud de 150 metros. Su población a finales de 2016 era de unos 1000 habs. y su densidad poblacional, 40 hab/km².